# 道本桑德
道本桑德（法語：Daubensand，发音：[daubənsand] 或 [daubənsant]）是法国下莱茵省的一个市镇，属于塞莱斯塔-埃尔什泰因区（Sélestat-Erstein）和埃尔什泰因县（Erstein）。该市镇总面积3.87平方公里，2009年时的人口为374人。

## 人口
道本桑德人口变化图示